# Big Bad Mama II
Big Bad Mama II è un film d'azione statunitense del 1987 diretto da Jim Wynorski. È il seguito di Big Bad Mama del 1974. La storia, ambientata nel 1934, è incentrata su una madre e le due figlie che, dopo la morte del padre, intendono vendicarsi di un banchiere che si candida a governatore sequestrandogli il figlio e facendolo diventare un criminale.

## Trama
Nel 1934, il marito di Wilma McClatchie viene ucciso dalla polizia, mentre i poliziotti stavano facendo sfrattare i McClatchie dalla loro fattoria. L'ingresso di Wilma come rapinatrice di banche deriva dalla vendetta contro Morgan Crawford, il banchiere che le ha pignorato la casa e candidato come governatore del Texas. Dice alle sue due figlie, Polly e Billie Jean: Il modo migliore per uccidere un uomo è distruggere i suoi sogni. Quindi, Wilma rapisce Jordan, il figlio di Crawford e lo fa trasformare in un membro della banda con l'aiuto delle sue figlie. Ad aiutare Wilma e le sue figlie c'è anche un noto giornalista, che vede il clan di ladri come il suo biglietto da prima pagina.

## Produzione
Il film fu prodotto dalla Concorde Pictures, diretto da Jim Wynorski e girato ad Anaheim, Agoura, Valencia, Venicee Hollywood, in California nel 1987 con un budget stimato in 1.200.000 dollari. Il produttore della pellicola fu Roger Corman, noto regista e produttore di numerosi B movie degli anni 50 e 60. Il regista Jim Wynorski interpreta in un cameo un ufficiale di polizia.

## Distribuzione
Il film fu distribuito dalla Concorde Pictures, società di Roger Corman. Alcune delle uscite internazionali sono state:
- negli Stati Uniti il ottobre 1987 (Big Bad Mama II)
- in Germania Ovest il 17 gennaio 1989 (in anteprima)
- in Brasile (Big Bad Mama - A Mulher da Metralhadora)
- in Germania Ovest (Big Bad Mama II)
- in Ungheria (Keresztmama 2)
- in Slovenia (Nevarna mama)
- in Polonia (Sroga mam II)